# Irving Cummings

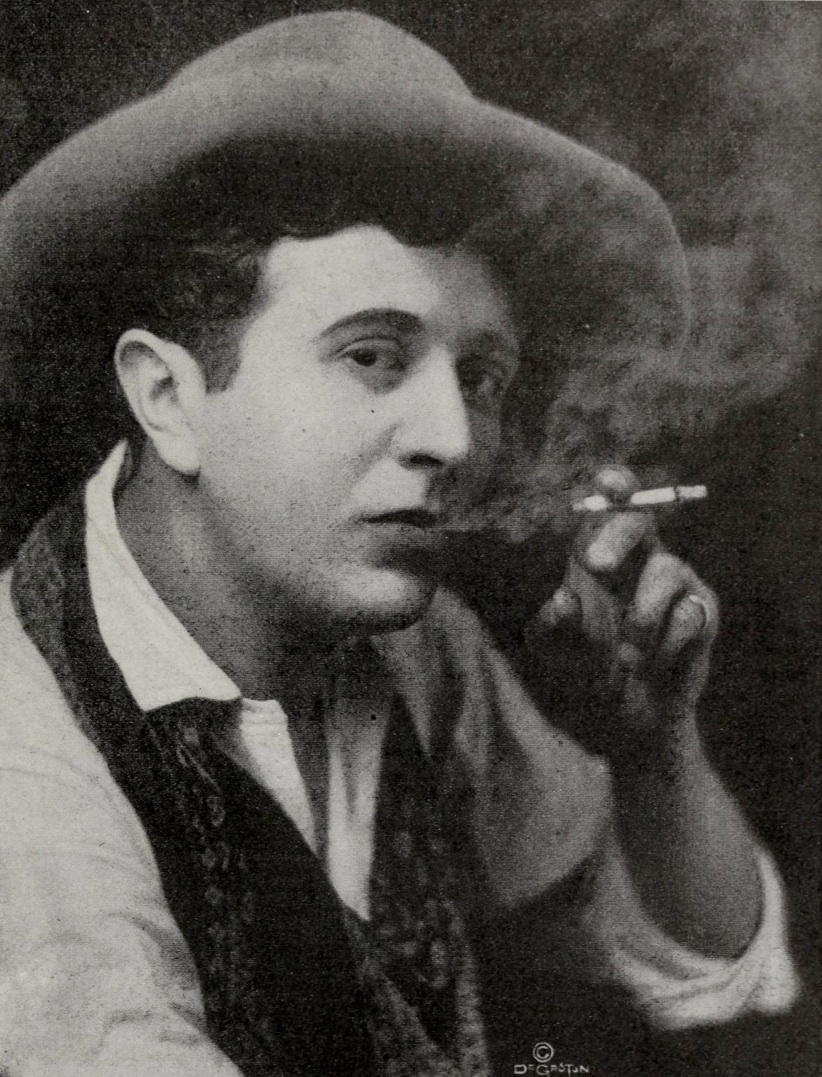
Irving Cummings (1914)

Irving Cummings, eigentlich Irving Caminsky (* 9. Oktober 1888 in New York City, New York; † 18. April 1959 in Los Angeles, Kalifornien) war ein US-amerikanischer Schauspieler und Regisseur.

## Leben
Irving Cummings begann als Bühnenschauspieler am Broadway in der Theatergruppe von Lillian Russell, bevor er 1909 zum Film kam. Hier arbeitete er mit namhaften Produzenten und Schauspielern wie Cecil B. DeMille und Buster Keaton zusammen. Ab 1922 arbeitete er auch als Regisseur. 1928 drehte er zusammen mit Raoul Walsh den Western In Old Arizona, für den er 1930 eine Oscarnominierung als bester Regisseur erhielt. In den 1930er und 1940er Jahren drehte er für die 20th Century Fox einige der berühmtesten Filmmusicals der Kinogeschichte mit Betty Grable, Bob Hope, Alice Faye und Shirley Temple. So entstand beispielsweise 1941 das von Irving Berlin komponierte Musical Louisiana Purchase im aufwändigen Technicolorfarbverfahren und erhielt dafür 1942 zwei Oscarnominierungen. 1951 führte er letztmals Regie in Doppeltes Dynamit mit Jane Russell, Groucho Marx und Frank Sinatra.
1959 starb Irving Cummings im Alter von 70 Jahren an Herzversagen. Sein Grab befindet sich auf dem Friedhof Hollywood Forever in Los Angeles. Von 1917 bis zu seinem Tod war er mit der Schauspielerin und Drehbuchautorin Ruth Sinclair (spätere Cummings; * 1894, † 1984) verheiratet.

## Filmografie (Auswahl)
Als Schauspieler
- 1919: Don’t Change Your Husband
- 1920: Der Dummkopf (The Saphead)

Als Regisseur
- 1922: Der blinde Wolf (The Man from Hell’s River)
- 1922: Eine Zuchthaustragödie (Flesh and Blood)
- 1922: Paid Back
- 1922: Broad Daylight
- 1922: The Jilt
- 1922: Environment
- 1923: The Drug Traffic
- 1923: East Side – West Side
- 1923: Broken Hearts of Broadway
- 1924: Fools Highway
- 1924: Stolen Secrets
- 1924: The Dancing Cheat
- 1924: Riders Up
- 1924: In Every Woman’s Life
- 1924: The Rose of Paris
- 1925: Herr über Leben und Tod (As Man Desires)
- 1925: One Year to Live
- 1925: Just a Woman
- 1925: Das Mädchen aus dem Goldland (The Desert Flower)
- 1925: Infatuation
- 1926: The Johnstown Flood
- 1926: Rustling for Cupid
- 1926: The Midnight Kiss
- 1926: Jenseits der Grenze (The Country Beyond)
- 1926: Die Höschen des Fräulein Anette (Bertha, the Sewing Machine Girl)
- 1927: The Brute
- 1928: Dressed to Kill
- 1928: The Port of Missing Girls
- 1928: Der Kriminal-Kavalier (Romance of the Underworld)
- 1928: In Old Arizona
- 1929: Not Quite Decent
- 1929: Behind That Curtain
- 1930: Cameo Kirby
- 1930: On the Level
- 1930: A Devil with Women
- 1931: A Holy Terror
- 1931: Der lustige Bandit (The Cisco Kid)
- 1932: Attorney for the Defense
- 1932: Das Rätsel einer Nacht (The Night Club Lady)
- 1932: Man Against Woman
- 1933: Man Hunt
- 1933: The Woman I Stole
- 1933: The Mad Game
- 1934: I Believed in You
- 1934: Grand Canary
- 1934: Weiße Parade (The White Parade)
- 1935: It’s a Small World
- 1935: Lockenköpfchen (Curly Top)
- 1936: Süßer kleiner Fratz (Poor Little Rich Girl)
- 1936: Girls’ Dormitory
- 1936: White Hunter
- 1937: Für Sie, Madame … (Vogues of 1938)
- 1937: Merry-Go-Round of 1938
- 1938: Little Miss Broadway
- 1938: Just Around the Corner
- 1939: Liebe und Leben des Telefonbauers A. Bell (The Story of Alexander Graham Bell)
- 1939: Damals in Hollywood (Hollywood Cavalcade)
- 1939: Everything Happens at Night
- 1940: Lillian Russell
- 1940: Galopp ins Glück (Down Argentine Way)
- 1941: Carioca (That Night in Rio)
- 1941: Belle Starr
- 1941: Louisiana Purchase
- 1942: Die Königin vom Broadway (My Gal Sal)
- 1942: Frühlingsrausch (Springtime in the Rockies)
- 1943: Sweet Rosie O’Grady
- 1943: Eine Frau hat Erfolg (What a Woman!)
- 1944: The Impatient Years
- 1945: Dolly Sisters (The Dolly Sisters)
- 1951: Doppeltes Dynamit (Double Dynamite)